# Brachystomellides
Genre
Brachystomellides est un genre de collemboles de la famille des Brachystomellidae.

## Distribution
Les espèces de ce genre se rencontrent en Amérique.

## Liste des espèces
Selon Checklist of the Collembola of the World (version du 22 novembre 2019) :
- Brachystomellides compositus Arlé, 1960
- Brachystomellides micropilosus Cassagnau & Rapoport, 1962
- Brachystomellides navarinensis Weiner & Najt, 1997
- Brachystomellides neuquensis Cassagnau & Rapoport, 1962

## Publication originale
- Arlé, 1960 : Collembola Arthropleona do Brasil Oriental e Central. Arquivos do Museu Nacional, vol. 49, p. 135-211.